# Assueer Jacob Schimmelpenninck van der Oye (1835-1915)
Assueer Jacob baron Schimmelpenninck van der Oije (Den Haag, 13 april 1835 – Paramaribo, 21 augustus 1915) was burgemeester van Hoevelaken en Nijkerk en administrateur der financiën in Suriname. Jacob was de zoon van Hendrik Jan baron Schimmelpenninck van der Oije en Margaretha Cornelia van Lynden.
Assueer Jacob Schimmelpenninck verloor zijn vader toen hij negen jaar was. Al jong had het boerenleven zijn belangstelling. Zo maakte hij rapporten over de winsten die werden behaald met koeien en varkens op de boerderijen die eigendom waren van zijn moeder. Op 12 juli 1867 huwde hij in Nijkerk Cornelia Wilhelmina Alter.

## Burgemeester
In 1862 werd Schimmelpenninck van der Oije benoemd als burgemeester van Hoevelaken. Aan het eind van deze ambtstermijn werd hij gekozen als lid van de Provinciale Staten van Gelderland. Als statenlid was hij een groot tegenstander van de aanleg van een kanaal over Amersfoort naar de Rijn bij de Grebbe. Het plan dat uiteindelijk niet werd uitgevoerd. In 1866 volgde op zijn eervol ontslag als burgemeester van Hoevelaken de benoeming tot burgemeester van Nijkerk. Hij zou dat ambt tot 1874 vervullen. In zijn ambtsperiode trad hij tactisch op toen in 1872 de gemoederen tussen protestanten en katholieken hoog opliepen bij de herdenking van 300 jaar bevrijding van Spanje. In diezelfde jaren heerste er in Nijkerk een grote pokkenepidemie. Samen met twee plaatselijke dokters hield hij statistieken bij die de Nijkerkers moest overhalen om zich te laten behandelen tegen deze besmettelijke ziekte. Na zijn publicaties hierover werd hij benoemd tot penningmeester van de Vereeniging tot Bevordering van Koepokinenting. Als vertegenwoordiger van de gemeente deed Schimmelpenninck een deel van het werk van dijkgraaf Goltstein van polder Arkemheen. Tot zijn verbazing werd hij gevraagd door Goltstein, die tevens minister van Koloniën was, voor de functie van Administrateur van Financiën in Suriname.

## Suriname
Vanaf 1875 woonde de baron met zijn vrouw en vier kinderen in Paramaribo. Als Administrateur van Financiën werd Schimmelpenninck lid van de Raad van Bestuur van Suriname. In 1876 was hij voorzitter van de commissie die de eerste grote Surinaamsche Tentoonstelling organiseerde. Daarop werd hij voorzitter van de Nederlandse Maatschappij van landbouw, handel en nijverheid. De sociaal voelende Schimmelpenninck was betrokken bij de grondafgifte voor kleine landbouwers en bevorderde activiteiten die de werkgelegenheid konden bevorderen. Ook was hij betrokken bij de oprichting van de Koloniale Postspaarbank en de invoering van belastinghervormingen. Verder adviseerde hij het gouvernement om de stadswijken te verdelen in kringen met aan het hoofd een ‘kringzuster’. Deze dame 'van goede komaf' moest toezicht houden op de verdeling van levensmiddelen en het verlenen van financiële hulp bij medische zorg aan vrouwen. Ook bepleitte Schimmelpenninck het opzetten van gaarkeukens. 
In 1880 ging zijn gezin zonder hem terug naar Nederland opdat zijn kinderen Nederlands onderwijs zouden krijgen. Jacob sloot vervolgens een 'Surinaams huwelijk' met de 16-jarige Francina de Neef. De als hernhutter gedoopte Francina was dochter van in slavernij geboren ouders en woonde tegenover het huis van Schimmelpenninck. Bij dit samenlevingsverband zorgde Jacob voor Francina maar ze woonden niet in hetzelfde huis. Schimmelpenninck kocht voor haar en hun gezamenlijke drie kinderen een huis in de Prinsenstraat in Paramaribo. Bij dit huis woonden meerdere gezinnen en in haar keuken werd gekookt voor arme families, die behalve woningnood ook te lijden hadden door gebrekkige hygiëne en hoge kindersterfte. Francina bedreef liefdadigheid in de vorm van hulp en adviezen aan alleenstaande vrouwen en gezinnen in nood. Schimmelpenninck kocht voor haar en haar broer een huis dat tot winkel werd verbouwd. De winkel zou uitgroeien tot een van de grootste warenhuizen van Suriname. Schimmelpenninck overleed op tachtigjarige leeftijd in zijn huis Ambtsrust in de Gravenstraat te Paramaribo.

## Eretekens
- In 1882 werd Schimmelpenninck van der Oye benoemd tot ridder in de orde van de Nederlandse Leeuw.
- In 1891 volgde een onderscheiding met het kruis van het Legioen van Eer voor zijn inspanningen bij de onderhandelingen om de grens tussen Frans Guyana en Suriname vast te stellen.
- In Paramaribo is een straat naar Schimmelpenninck van der Oije vernoemd.

## Trivia
- Zijn kleinzoon Rudie van Lier was de eerste Surinaamse hoogleraar in Nederland. Hij doceerde niet-westerse sociologie in Wageningen en agrarische sociologie in Leiden.

- International Standard Name Identifier: 0000 0003 9711 2625
- Nederlandse Thesaurus van Auteursnamen: 074772570
- Virtual International Authority File: 292168018
- WorldCat: E39PCjtG6BVVBt9mtPHXYYgTxP